# Ian Bowhill
Ian Home Bowhill, född 27 maj 1903 i Edinburgh, död 1975 i Banchory i Aberdeenshire, var en brittisk vinteridrottare som var aktiv inom konståkning under 1920-talet. Han medverkade vid olympiska spelen i Saint Moritz 1928 och kom på 14:e plats.